# HMS Centurion (1911)
«Центуріон» (англ. HMS Centurion (1911) — британський дредноут типу «Кінг Джордж V» часів Першої та Другої світових воєн, восьмий корабель Королівського флоту Великої Британії з таким ім'ям.

## Історія створення
«Центуріон» був закладений 16 січня 1911 року на корабельні HMNB Devonport в Плімуті. 18 листопада 1911 року він був спущений на воду, а 22 травня 1913 року увійшов до складу Королівського флоту Великої Британії.

## Історія служби
Вночі з 9 та 10 грудня 1911 року під час проведення ходових випробувань «Центуріон» випадково врізався та затопив італійський пароплав SS Derna з усім екіпажем на борту. Внаслідок зіткнення ніс лінкора був сильно пошкоджений і корабель повернувся до корабельні для ремонту. У травні 1913 року він нарешті увійшов до лав флоту та був включений до 2-ї ескадри лінкорів.
У липні 1914 року «Центуріон» брав участь у тестовій перевірці Королівського флоту в рамках реакції Британської імперії на події Липневої кризи. 25 липня з рештою Домашнього флоту на виконання наказу Адміралтейства розпочав підготовку до перебазування до Скапа-Флоу, з метою недопущення можливого несподіваного нападу Імператорського німецького флоту. У серпні 1914 року, після початку Першої світової війни, Домашній Флот був реорганізований у Великий Флот і переданий під командування адмірала сера Джона Джелліко. Неодноразові повідомлення про підводні човни в Скапа-Флоу привели Джеллі до висновку, що оборона там була недостатньою, і він наказав розподілити Великий флот по інших базах, поки оборону не буде посилено. 16 жовтня 2-га ескадра лінкорів перейшла до Лох-на-Кіл на західному узбережжі Шотландії. Вранці 27 жовтня під час проведення артилерійських навчань біля північного узбережжя Ірландії, однотипний дредноут «Одейшес» наразився на міну, встановлену кількома днями раніше німецьким допоміжним крейсером «Берлін». Вважаючи, що корабель торпедував підводний човен, іншим дредноутам було наказано відійти подалі від цього району, тоді як менші кораблі надавали допомогу постраждалому лінкору. Флот повернувся до порту в Скапа-Флоу до 27 листопада.
У грудні 1914 року кімната 40 Королівського флоту перехопила і розшифрувала німецьку радіограму про плани нападу Німеччини на Скарборо, Гартлпул і Вітбі. Чотири лінійні крейсери контрадмірала Франца фон Гіппера мали провести вогневий наліт на англійські міста, розташовані на східному узбережжі країни. «Центуріон» разом з однотипними дредноутами «Аякс» та «Кінг Джордж V» вийшли на підтримку чотирьох крейсерів 1-ї ескадри лінійних крейсерів віцеадмірала Девіда Бітті, що вирушили на перехоплення ворожого формування. Однак, 16 грудня передові сили сторін розійшлися під час ранкової темряви у важку погоду. Німцям вдалося першими досягти успіху у стрілянині між кораблями, завдавши шкоди британським есмінцям. Втім адмірал Фрідріх фон Інгеноль, командувач Флоту відкритого моря, віддав наказ головним силам угруповання відступити, занепокоєний можливістю масованої атаки британських есмінців на світанку. В результаті серії промахів і помилок британці дозволили кораблям фон Гіппера уникнути бою із силами Бітті.
У травні 1916 року дредноут входив до головних сил Великого флоту, загальною кількістю 28 дредноутів та 9 крейсерів, що вступили в бій з німецьким Флотом відкритого моря. 31 травня «Центуріон» був незначною мірою залучений до бою, випустивши чотири залпи (загалом 19 бронебійних снарядів) по німецькому лінійному крейсеру «Лютцов», перш ніж «Орайон» своїм маневром заблокував огляд «Центуріону» й через це той вийшов з Ютландської битви.